# HD 50056
HD 50056，又名BD+35 1511，SAO 59574、HR 2542，是一颗恒星，视星等为6.01，位于銀經180.38，銀緯15.77，其B1900.0坐标为赤經6h 46m 21.9s，赤緯+35° 15.77′ 29″。